# Youth International Party
Die Youth International Party (YIP) war in den 1960er-Jahren eine hoch theatralische, anarchisch ausgerichtete politische Partei in den USA. Ihre Anhänger waren als Yippies bekannt, in Anspielung auf den Begriff „Hippie“.

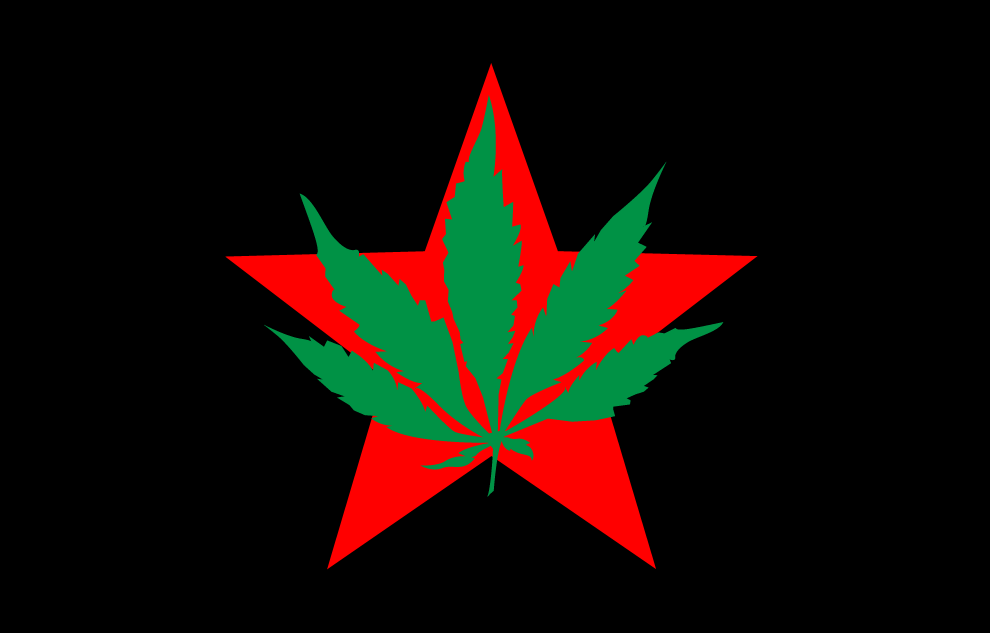
Yippie-Flagge: grünes Hanfblatt auf rotem Stern auf schwarzem Grund

## Struktur und Vertreter
Die Gruppe selbst hatte keine formale Mitgliedschaft oder Hierarchie.
Abbie Hoffman, Anita Hoffman und Paul Krassner waren unter den Gründern der Yippies. Nach eigener Aussage prägte Krassner diesen Namen. Andere Aktivisten, welche mit den Yippies assoziiert werden, sind Jerry Rubin, Stew Alpert, Matthew Steen, Dick Gregory, Ed Sanders, Phil Ochs und David Peel.

## Geschichte, Ausrichtung und Inhalte
Als ein Ableger der Free Speech Movement und der Anti-Kriegs-Bewegungen in den 1960er-Jahren stellten die Yippies eine jugendlich orientierte anarchistische gegenkulturelle Alternative zu der prüden Ernsthaftigkeit dar, welche oft mit den Vertretern solcher Bewegungen assoziiert wird.
Die Yippies setzen medienwirksame Gesten ein, wie zum Beispiel die Ernennung des Schweines „Pigasus der Unsterbliche“ zum Präsidentschafts-Kandidaten 1968, um den sozialen Status quo zu verhöhnen.
Abbie Hoffman und Jerry Rubin waren die bekanntesten Yippies und auch die erfolgreichsten Autoren, teilweise durch die Publicity um die über fünf Monate andauernde „Chicago-Seven“-Verschwörungsklage von 1969. Beide waren wohl die schillerndsten der sieben Angeklagten. Die Anklage lautete auf kriminelle Verschwörung und Volksaufhetzung bei der Democratic National Convention von 1968. Hoffmann und Rubin benutzten die Verhandlung als Plattform für ihre Yippie-Possen. Zum Beispiel erschienen sie einmal in Richterroben vor Gericht.
Beim Woodstock-Festival 1969 unterbrach der Aktivist Abbie Hoffman die Aufführung der britischen Rockband The Who, indem er versuchte, eine Protest-Ansprache gegen die Verhaftung des Schriftstellers John Sinclair zu halten. The-Who-Gitarrist Pete Townshend schlug ihn von der Bühne. Townshend sagte später, dass er bezüglich Sinclairs Verhaftung eigentlich mit Hoffman einer Meinung war.
Sinclair selbst stand unter der Anklage, Under-Cover-Ermittlern zwei Joints zum Verkauf angeboten zu haben. Die verhängte Strafe dafür betrug rund zehn Jahre. Auf Grund von öffentlichen Initiativen, unter anderem des Künstlers John Lennon, wurde das Urteil um 1971 revidiert und durch die darauf folgende Entlassung Sinclairs innerhalb weniger Tage damit auch faktisch aufgehoben.
Aus dem Umkreis der YIP ging das Hacker-Untergrund-Magazin TAP – The Youth International Party Line hervor. Eine weitere YIP-zugehörige Zeitung, The Yipster Times, wurde 1972 von Dana Beal gegründet und in New York verlegt. (1979 wechselte die Zeitung ihren Namen in Overthrow.)